# Nikolaï Mikhaïlovitch Borozdine
Pour les articles homonymes, voir Borozdine.
Nikolaï Mikhaïlovitch Borozdine (en russe : Николай Михайлович Бороздин), né le 2 novembre 1777 dans la province de Pskov, décédé le 14 novembre 1830 à Saint-Pétersbourg, adjudant-général et général de cavalerie russe, au cours des Guerres napoléoniennes, fut l'un des chefs de l'Armée impériale de Russie. Son frère aîné, le lieutenant-général Mikhaïl Mikhaïlovitch Borozdine (1767-1837), fut également un des héros des Guerres napoléoniennes.

## Famille
Il épousa Elizaveta Alexandrovna Jerebtsova.
Cinq enfants sont nés de cette union :
- Alexandre Nikolaïevitch Borozdine : Conseiller d'État;
- Vladimir Nikolaïevitch Borozdine
- Olga Nikolaïevna Borozdina : Elle épousa le major-général F. Mosolov;
- Anastasia Nikolaïevna Borozdina : (1809-1877), elle épousa le prince Ouroussov;
- Natalia Nikolaïevna Borozdina[1].

## Biographie
Issu d'une famille de la noblesse russe, Nikolaï Mikhaïlovitch Borozdine fut inscrit au Régiment Préobrajensky en 1792. Le 10 janvier 1784, il fut promu sergent et le 11 mars de la même année il fut transféré au régiment de la Garde à cheval. Le 1er janvier 1794, il fut élevé au grade de cornette. Le 29 novembre 1796, il rejoignit le Régiment de Cuirassiers de Sa Majesté. De nouveau en service dans le Régiment de la Garde à cheval, le 5 avril 1797, il obtint le grade de lieutenant (17 septembre 1797). L'année suivante, le 18 août, il reçut le grade de lieutenant-capitaine (capitaine dans l'infanterie). Le 7 juin 1799, promu capitaine, à ce grade, le 4 octobre de la même année il fut transféré au Régiment de Cavalerie de Sa Majesté l'impératrice Maria Fiodorovna.
Le 11 janvier 1800, il obtint le grade de colonel. En 1805, il fut engagé dans différentes batailles de la guerre de la Troisième coalition. Le 5 juin 1807, son comportement exemplaire lors de la Bataille de Guttstadt lui valut le grade de major-général et le 21 novembre 1807, l'Ordre de Saint-Georges (4e classe) lui fut décerné.
De 1808 à 1809, le major-général Borozdine fut engagé dans le conflit qui opposa la Russie à la Suède. Le 12 octobre 1811, il reçoit le commandement du Régiment de Cuirassiers d'Astrakhan.
À la tête de la 1re Brigade de Cuirassiers (en 1812, 2e Brigade de réserve de la 1re Armée de l'Ouest) il se distingua à Borodino, pour son attitude au cours des combats, il fut décoré de l'Ordre de Saint-Georges (3e classe).
En 1813, il rejoignit l'Armée de Silésie placée sous le commandement du feld-maréchal prussien Gebhard Leberecht von Blücher. Le 26 août 1813, non loin des rives de la rivière Katzbach, il fut engagé contre le 9e Corps d'armée commandé par le maréchal Étienne Jacques Joseph Macdonald. Son courage au cours de cette bataille fut récompensé, il obtint le grade de lieutenant-général (15 septembre 1813) et fut décoré de l'Ordre de Sainte-Anne (1re classe avec diamants).
Au cours de la Campagne de France, le lieutenant-général Borozdine combattit à nouveau l'armée française, il participa à la capture de la ville de Soissons, à Fère-Champenoise, il fut engagé dans les combats qui opposa l'armée russe aux troupes françaises commandées conjointement par Auguste Frédéric Louis Viesse de Marmont et Adolphe Édouard Casimir Joseph Mortier, il participa également à la bataille de Paris.
Le 20 juillet 1820, Alexandre Ier de Russie lui accorda le grade d'adjudant-général et le 12 mars 1823, le commandement du 4e Corps de cavalerie de réserve lui fut confié.
Après son accession au trône, Nicolas Ier de Russie, l'éleva au grade de général de cavalerie.
En 1828, au début du conflit russo-turque, le général Borozdine commanda des détachements ayant pour mission d'escorter l'arrière-garde de l'Armée impériale de Russie, le tsar lui confia également les principautés de Valachie et de Moldavie. Au cours de combats héroïques, il repoussa les attaques de l'Armée ottomane. Mais épuisé par de nombreuses campagnes militaires, il fut contraint à la démission.
Nikolaï Mikhaïlovitch Borozdine décéda le 14 novembre 1830 à Saint-Pétersbourg. Il fut inhumé dans son village natal dans la province de Pskov.

## Carrière militaire
- 1792-11 mars 1784 : Régiment Préobrajensky;
- 11 mars 1784-29 novembre 1796 :
- 29 novembre 1796-5 avril 1797 : Régiment de Cuirassiers de Sa Majesté ;
- 5 avril 1797-4 octobre 1799 : Régiment de la Garde à cheval ;
- 4 octobre 1799 -12 octobre 1811 : Régiment de Cavalerie de Sa Majesté l'impératrice Maria Fiodovorovna ;
- 12 octobre 1812-12 mars 1823 : Régiment de Cuirassiers d'Astrakhan ;
- 12 mars 1823- : 4e Corps de cavalerie de réserve.

## Distinctions militaires
- 21 novembre 1807 : Ordre de Saint-Georges (4e classe) ;
- Épée d'or avec l'inscription « Pour bravoure » avec diamants ;
- 20 décembre 1812 : Ordre de Saint-Georges (3e classe) ;
- 15 septembre 1813 : Ordre de Sainte-Anne (1re classe avec diamants) ;
- 1814 : Ordre de Saint-Vladimir (2e classe) ;
- Ordre de Saint-Jean de Jérusalem (Russie impériale) ;
- Ordre Pour le Mérite (Prusse) ;
- Ordre de Saint-Alexandre Nevski.

## Sources
- (ru) Cet article est partiellement ou en totalité issu de l’article de Wikipédia en russe intitulé « Бороздин, Николай Михайлович » (voir la liste des auteurs).
- Dictionnaire des généraux russe ayant combattu contre l'armée de Napoléon Bonaparte, (1812-1815)www.museum.ru